# György Kárpáti
Dr. György Kárpáty (Budimpešta, 23. lipnja 1935.) je bivši mađarski vaterpolist.
Sudjelovao u 165 utakmica za Mađarsku. Bio je sudionikom Olimpijskih igara 1952., 1956. i 1964. kada je bio osvajačem triju zlatnih odličja. S OI 1960. se vratio s brončanim odličjem.
Na europskim prvenstvima 1954., 1958. i 1962. je osvojio naslove prvaka s mađarskom izabranom vrstom.
Nakon što je 1956. mađarska revolucija  bila ugušena, Kárpáty je bio među petoricom igrača, koji su se nakon Olimpijskih igara vratili u Mađarsku.
Sa svojim klubom, Ferencvárosem, Kárpáty je osvojio mađarska prvenstva 1956., 1962., 1963., 1965. i 1968.